# تل براك
تل براك تل أثري يقع يقع قرب قرية تحمل نفس الاسم، غربي نهر نهر جقجق أحد روافد نهر الخابور على بعد 42 كم من مدينة الحسكة في شمال شرق سوريا.

## تاريخ التل

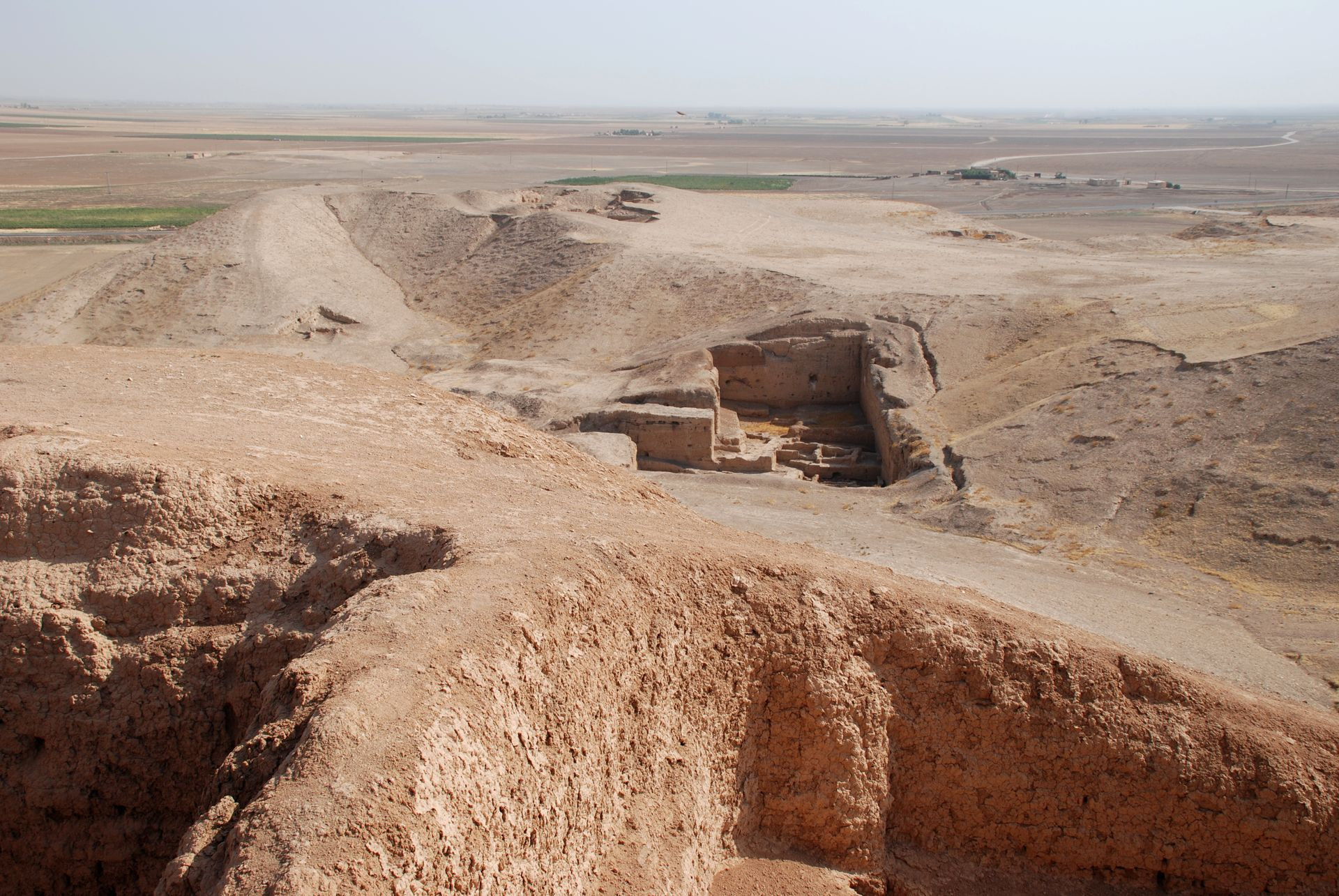
منطقة تل براك الأثرية في شمال سوريا

تل براك موقع أثري من مئات المواقع الأثرية في سورية، ويعتقد أن تاريخه يعود إلى سنة 6000 قبل الميلاد. يرتبط التل بمعتقدات دينية خاصة وآثار مهمّة في التاريخ الإنساني ويمثل مع مجموعة التلال والمدن الأثرية في هذه المنطقة من سوريا أقدم الحضارات الإنسانية على الإطلاق. على هذا التل كان مقر نارام سين ملك مملكة إبلا، وكان منيعًا قوي التحصين. شهد هذا التل أحداثاً مهمّة، امتدت خلال حقبة طويلة من الزمن أي من الألف السادس إلى الألف الثاني ق.م.

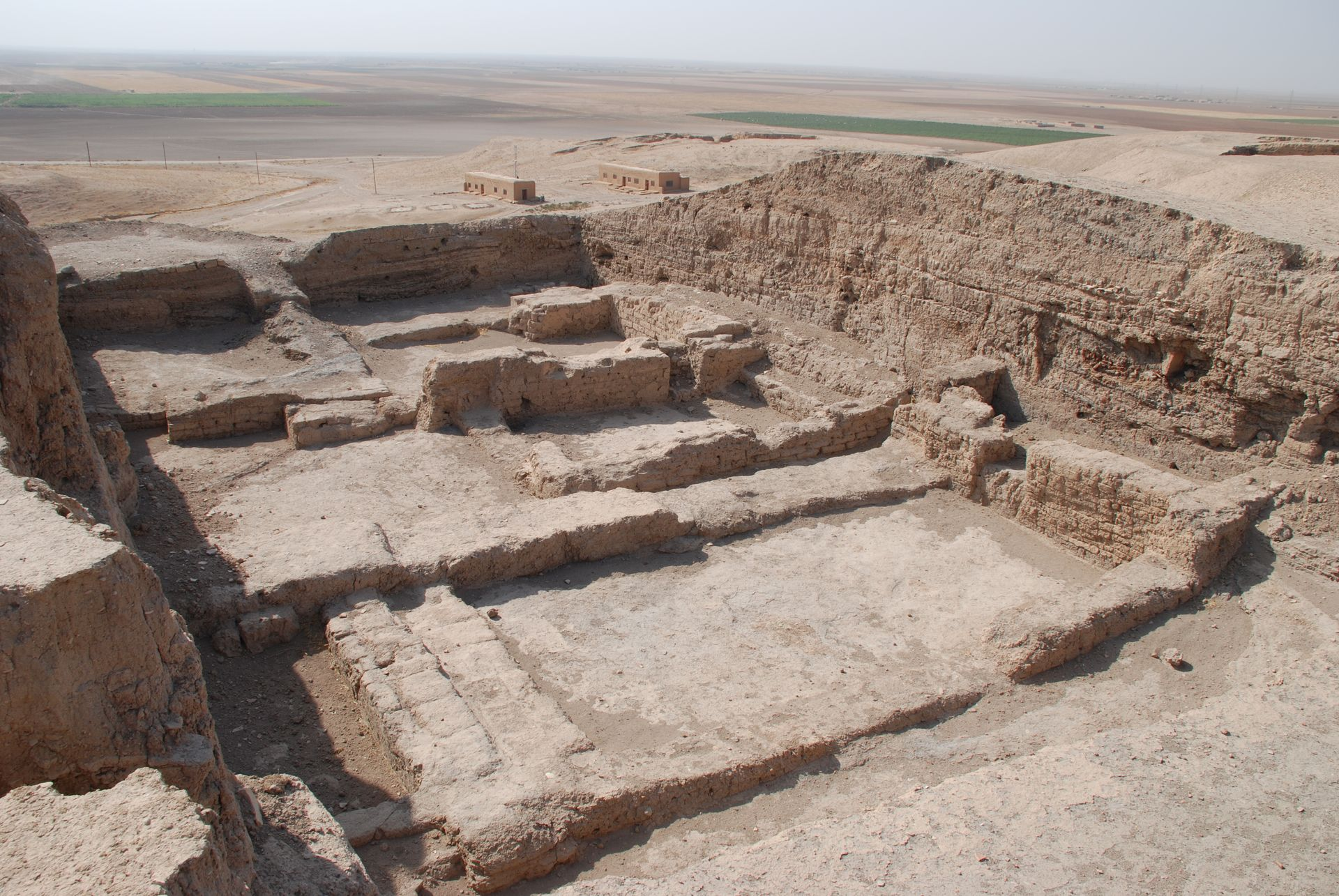
من آثار التل

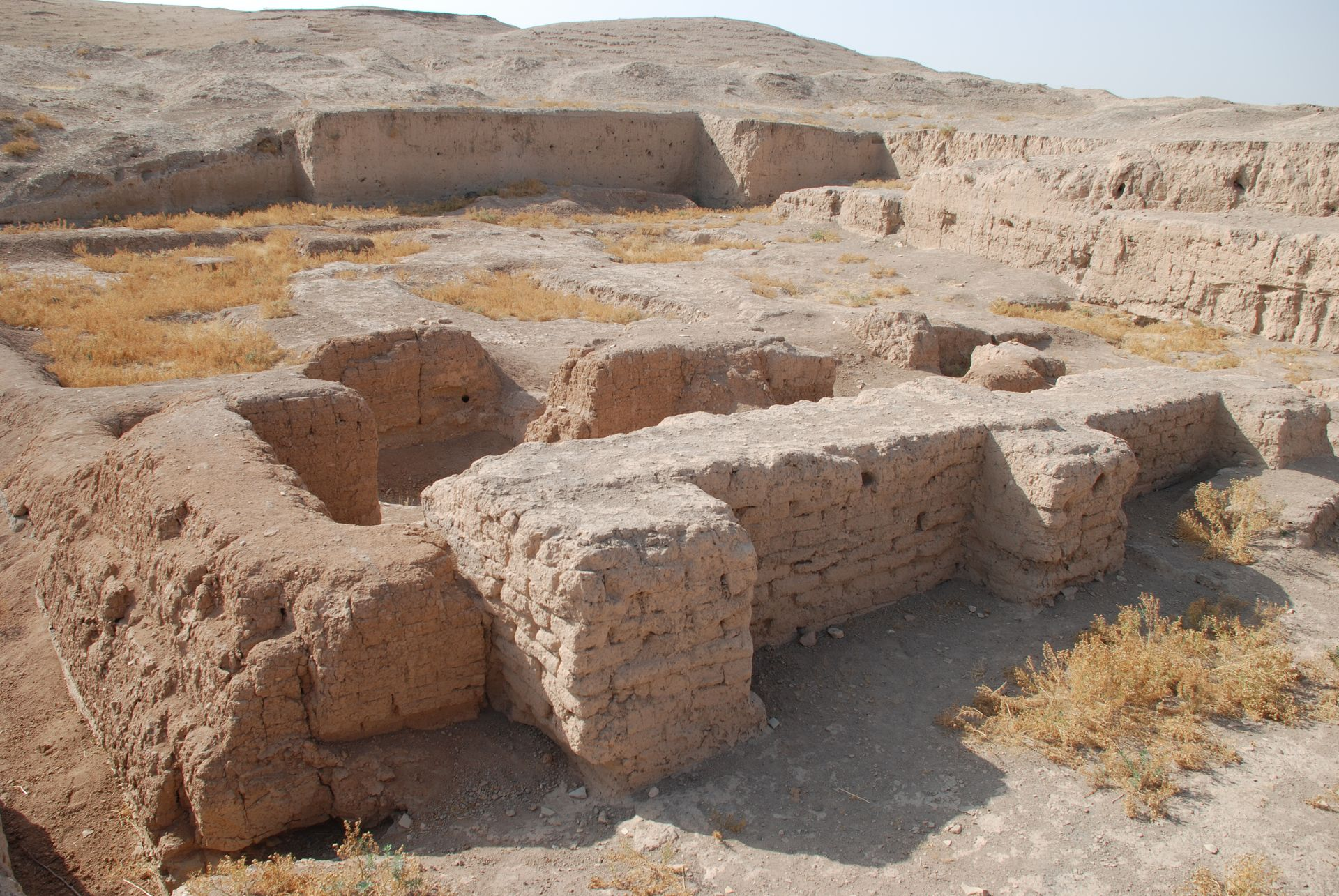
بقايا قصر نارام سين التي عثر عليها في منطقة تل براك

## معبد العيون

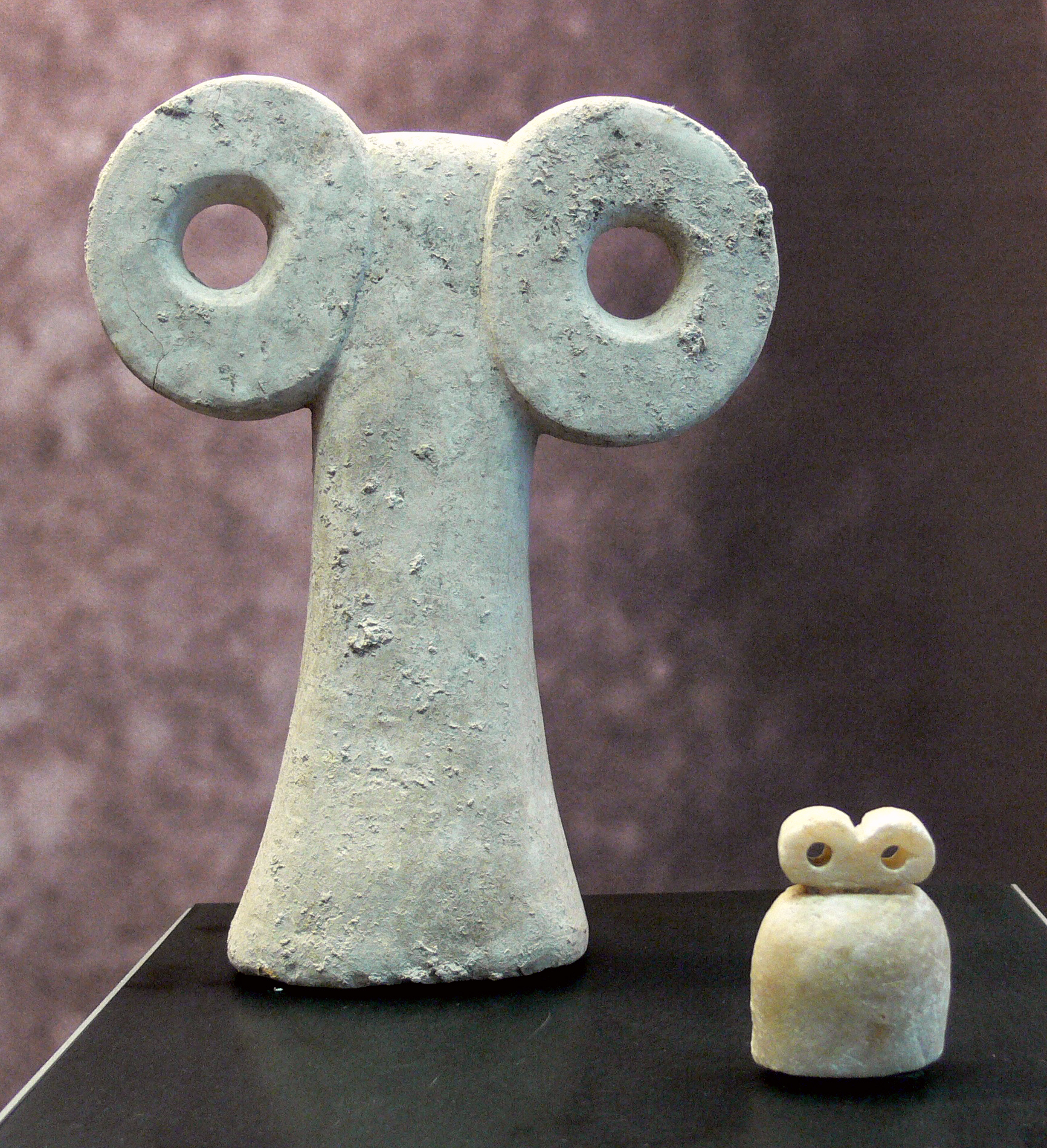
من تماثيل العيون التي عثر عليها في منطقة تل براك

في تل براك عُثر على بناء مدرج ومعبد وفيه عُثر على محتويات ومكتشفات أثرية مهمة مثل تماثيل لحيوانات كثيرة (مثل حيوانات كالضفدع والقنفذ والدب والأسد) وأقنعة بشرية وعيون وأصنام حتى سمي بمعبد العيون. تعود تلك الآثار إلى الحقبة 3500 - 3300 ق.م.

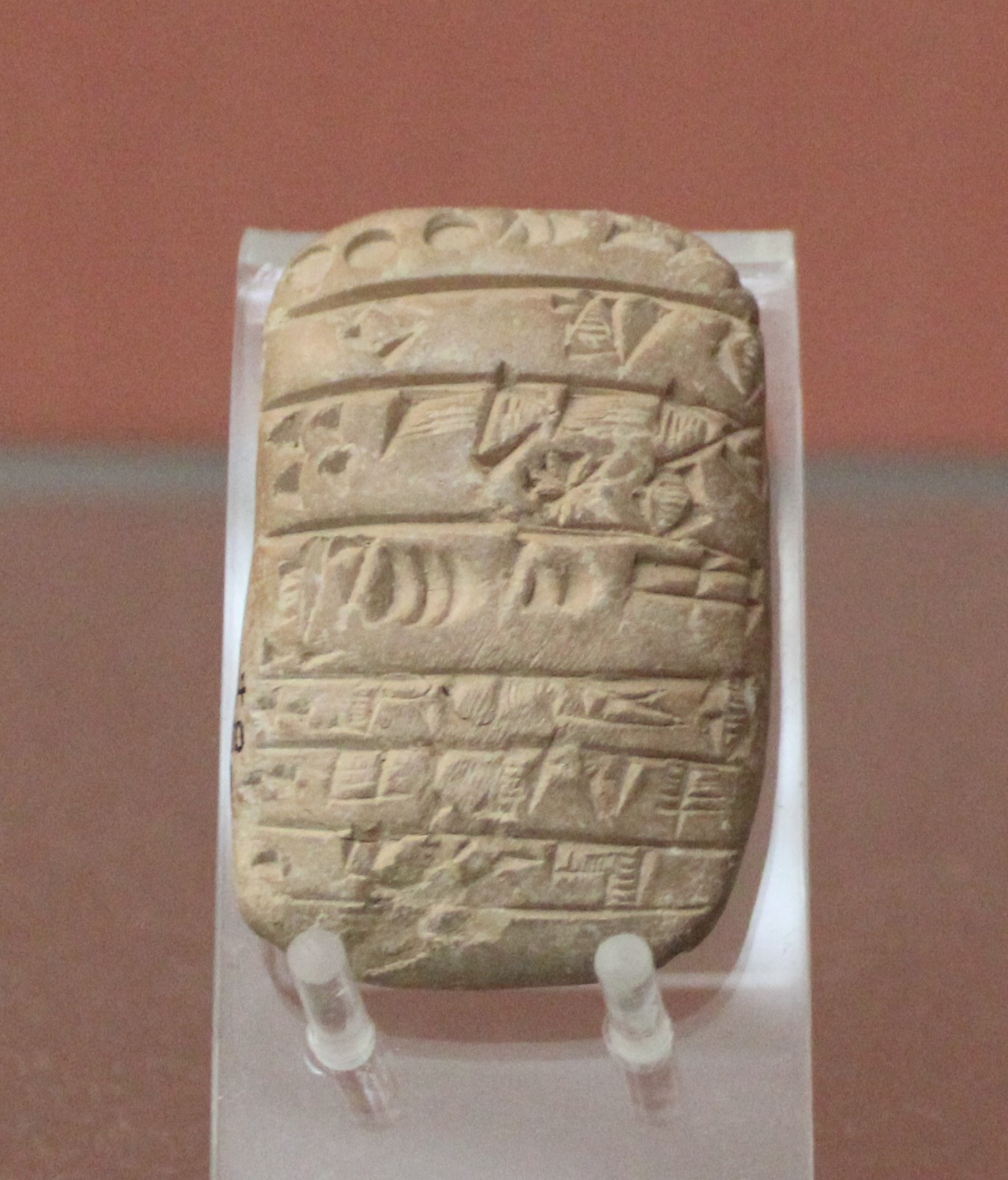
قطع أثرية عثر عليها في منطقة تل براك وتعود لعصر الإمبراطورية الأكادية

وفي معبد تل براك هذا عُثر على مئات من التماثيل وآلاف من الكسر الحجرية والرخامية تمثل أشخاصًا لم يعرض منها إلا الكتفان والرقبة والعينان البارزتان جدا، مما يدل على استخدام سحر الإصابة بالعين (الحسد)، لذا تعد هذ القطع تمائم لها دلالات للحماية من الشر والعدو وذات أهمية في الطقوس الدينية، وكانت من طرق التقرب من الآلهة في هذه المنطقة من سوريا. ومن الممكن أيضًا أن تكون القطع تعاويذ قدمها السكان إلى المعبد تعبيرا عن تفانيهم في صد عدوان محتمل يهدد المدينة أو لجلب الخير وإبعاد الشر. وثمة تمائم عُثر عليها في المعبد في شرفة العيون.

## طالع
- تل مجدلون
- قائمة التلال الأثرية
- قائمة التلال الأثرية في لبنان